# Damona
Nella mitologia celtica, Damona era una dea venerata in Gallia  come consorte di Apollo Borvo e di Apollo Moritasgo. Mary Jones interpreta il nome di Damona come "Vacca Divina" basandosi sulla sua somiglianza con "damos" o "mucca". Viene a volte collegata con la dea irlandese Boand. Van Andringa descrive Damona e Bormana come la divinità protettrice delle sorgenti a Bourbonne-les-Bains e a Saint-Vulbas. Sono state trovate circa settanta iscrizioni dedicate a Damona, tra cui nove da Bourbonne-les-Bains e quattro da Bourbon-Lancy, entrambe città termali nella Francia dell'est. In un'iscrizione da Saintes, ha l'epiteto di Matubergini.